# Batismo do crente
O batismo do crente ou credobatismo é uma prática do rito cristão de batismo, parte da doutrina da igreja de crentes. Refere-se a uma renovação espiritual segundo a qual um crente decide ser batizado na água com uma confissão de fé e arrependimento. A grande maioria das tradições credobatistas são parte do cristianismo evangélico, exceto os batistas.

## Origem

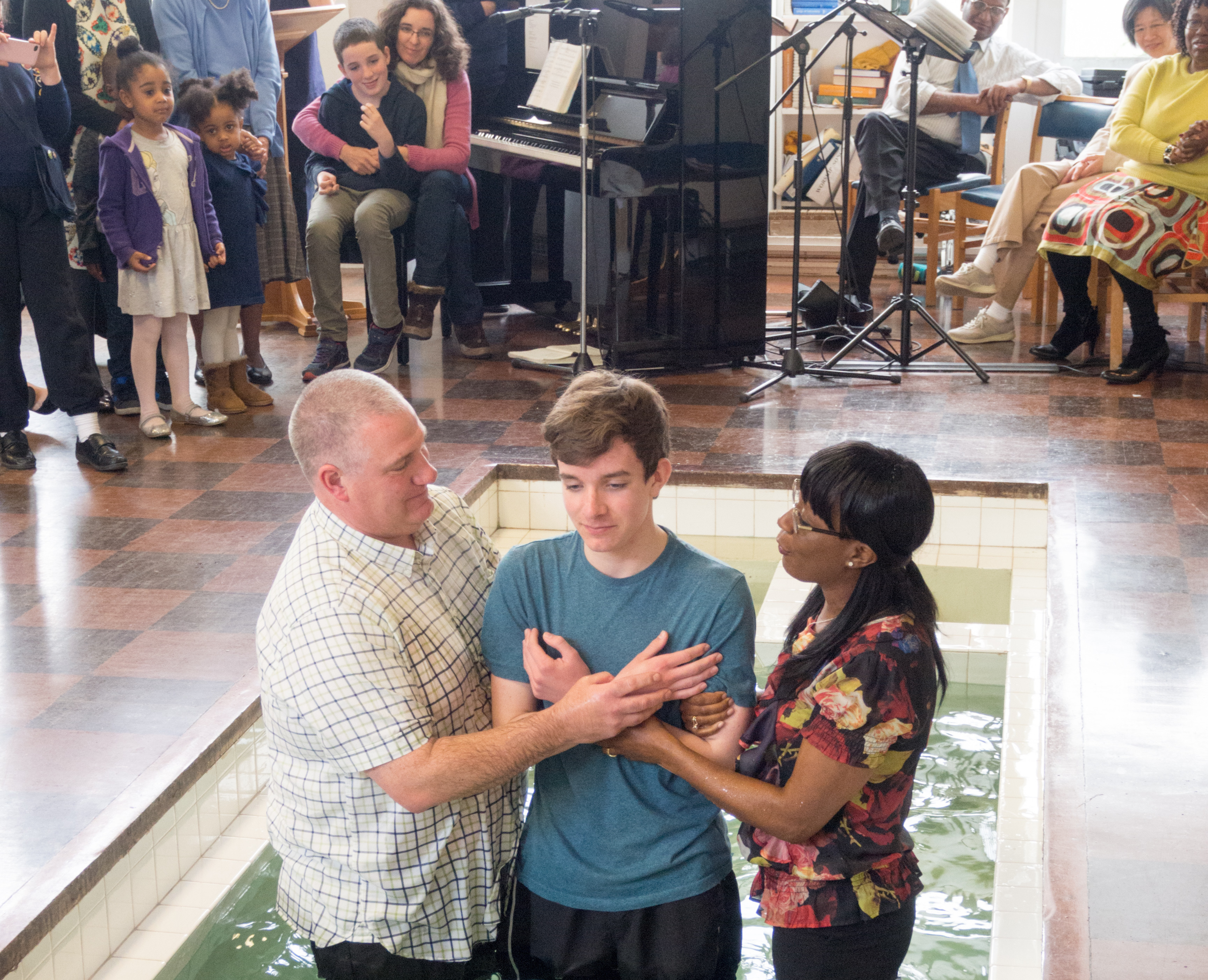
Batismo do crente por imersão na Northolt Park Baptist Church, na Grande Londres, União Batista da Grã-Bretanha, 2015

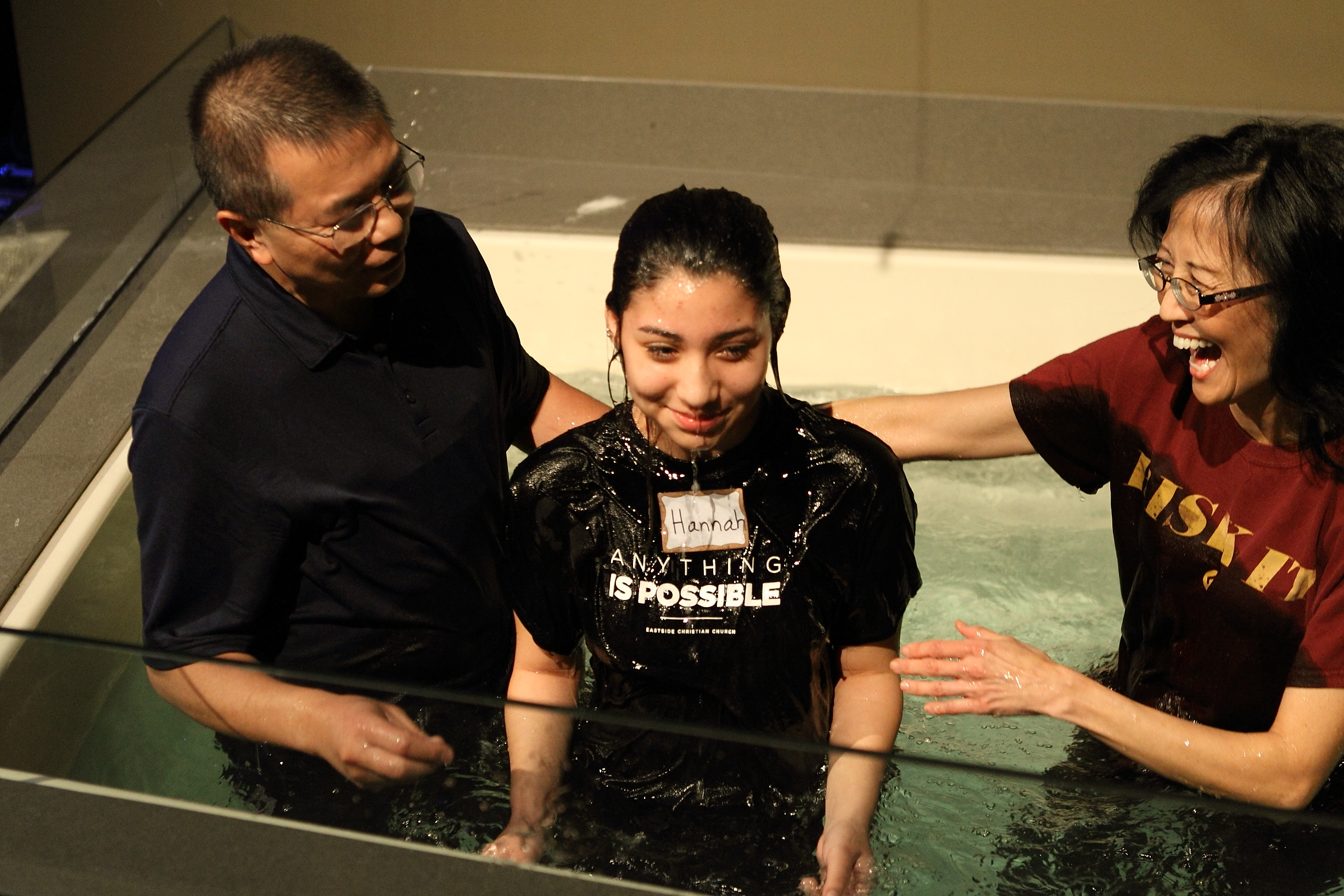
Batismo do crente por imersão na Eastside Christian Church, Anaheim, Estados Unidos, 2018

O batismo do crente é baseado no ensinamento de Jesus Cristo que convidou a fazer discípulos em todas as nações e a batizá-los em nome do Pai, do Filho e do Espírito Santo. Segundo os credobatistas, é natural seguir a ordem; batizar alguém que tenha se tornado um discípulo antes, o que não é possível com um infante.    No Novo Testamento, as referências aos batizados referem-se apenas a adultos.

## História
Os defensores do batismo infantil tentaram refazer a prática na era do Novo Testamento, mas, em geral, não há evidência inequívoca da prática antes do século III.  O mais antigo catecismo da Igreja, a Didaquê, não considera o batismo infantil. Os proponentes do batismo do crente sustentam que não existe nenhuma evidência na literatura bíblica, ou cristã primitiva, mostrando que o batismo infantil era praticado pelos apóstolos e seus primeiros sucessores. 

## Reforma
No século XVI, o  movimento anabatista é considerado como a origem do retorno do batismo do crente.  Mas os historiadores classificam algumas pessoas e grupos como seus antecessores por causa de uma abordagem similar à interpretação e aplicação da Bíblia. A Confissão de Schleitheim, publicado em 1527 pelos irmãos suíços, um grupo de anabatistas, incluindo Michael Sattler para Schleitheim é uma publicação que difunde esta doutrina.  Nesta confissão, o batismo do crente é colocado como um fundamento teológico essencial da Igreja de crentes. 
Em 1609, os puritanos que originam a tradição batista fará o mesmo. 

## Movimentos carismáticos
O movimento pentecostal em 1906 e o movimento Carismático em 1960 também aplicaram o batismo do crente.  Essa prática é considera por alguns como um sinal de uma igreja evangélica.  Muitas denominações evangélicas que aderem à prática do batismo do crente realizam estritamente apenas por imersão completa em água, após uma experiência de novo nascimento e profissão de fé.

## Objeções teológicas
Um argumento teológico realizado pelo pedobatismo contra o batismo do crente é que a eficácia do rito depende da compreensão do batismo, que depende do que a pessoa batizada conhece. O pedobatismo, difundido por Agostinho de Hipona, afirma que as crianças que morreram sem serem batizadas não iriam para o céu. Os fiéis católicos pedem então que esse sacramento seja realizado o mais breve possível, sendo a criança justificada pela "fé dos outros".  Esta doutrina foi proclamada no Concílio de Cartago em 418, e declara que o batismo pode servir como um remédio contra o pecado original. 